# رودني إريكسون
رودني إريكسون (بالإنجليزية: Rodney Erickson)‏ هو أكاديمي أمريكي، ولد في 1946 في فردريك في الولايات المتحدة.